# Глызин, Алексей Сергеевич
Алексе́й Серге́евич Глы́зин (род. 13 января 1954, Мытищи, Московская область, СССР) — советский и российский эстрадный певец, актёр, музыкант и радиоведущий, Заслуженный артист РФ (2006). Обладатель премии «Шансон года» (2017). Победитель 4-го сезона шоу «Суперстар» на канале НТВ.

## Биография
Родился 13 января 1954 года в городе Мытищи в семье служащих Сергея Васильевича и Серафимы Алексеевны Глызиных (12 августа 1922 — 2012), мать работала в Министерстве путей сообщения, Почётный железнодорожник.
Отец — ветеран войны, дважды был ранен, контужен, дошёл до Польши, родители развелись, когда ему было четыре года, воспитывали его мама и бабушка.
Как отмечается в некоторых источниках, Глызины очень любили устраивать по выходным импровизированные концерты в своей квартире. Кто-то пел, кто-то играл на музыкальных инструментах.
Когда Лёше было 12 лет, один знакомый показал ему основные аккорды на гитаре, а вскоре Алексей превосходно освоил игру на этом музыкальном инструменте. Помимо увлечения музыкой, Глызин проявлял большой интерес к технике и даже смастерил самодельную электрогитару с колонками.

### Образование
Алексей окончил музыкальную школу по классу фортепиано. После окончания восьми классов учился три года в радиоаппаратостроительном техникуме. Незадолго до его окончания учебу бросил и стал играть в Мытищинском ансамбле.
После обучения на заочном отделении в тамбовском культпросветучилище перевёлся в Московский государственный институт культуры, где учился на дневном отделении эстрадно-духового факультета. На 3-м курсе его призвали в армию на Дальний Восток, где он служил возле китайской границы младшим авиационным специалистом, а потом перешёл в музыкальный взвод. МГИК Алексей закончил уже в зрелом возрасте, будучи известным артистом.

### Карьера
Работал в ВИА «Добры молодцы». В 1976 стал лауреатом конкурса «Красная гвоздика» в Сочи, после чего талантливого юношу пригласили в прославленный коллектив ВИА «Самоцветы». В 1977 году выступал в его составе.
В 1978 году выступал в составе ВИА «Ритм», аккомпанировавшего Алле Пугачёвой. C 1979 по 1980-й год Алексей играл и солировал в ВИА «От сердца к сердцу».
С 1980 по 1988 годы — участник ансамбля «Весёлые ребята», в котором получил всесоюзную популярность.  В составе ансамбля принимал участие в фестивале «На лучшее исполнение советской рок- и поп-музыки «Ереван-81» и в Международном конкурсе эстрадной песни «Братиславская лира — 1985». Принимал участие в записи культового магнитоальбома «Банановые острова» и LP «Минуточку». В ансамбле «Весёлые ребята» записал много популярных песен: «Легко сказать», «Пришла пора», «Рыжим всегда везёт», «Треугольник», «Корабли», «Поезд, идущий на юг», «Телеграмма», «Бологое», «Вечер при свечах», «Бродячие артисты», «Розита», «Не волнуйтесь, тётя». В составе ансамбля выезжал за рубеж: Венгрия, Чехословакия, Куба, Германия, Болгария, Финляндия. На границе последних работ в ансамбле и сольной карьеры в «Утренней почте» выходят песни «Эпизод» и «Лесная сказка».

### Сольная карьера
В августе 1988 года собирает группу «Ура» и начинает сольную карьеру. В 1990 году выступает в «Программе „А“». 
С 1989 по 1993 год ежегодно получал призы на телевизионном конкурсе «Песня года».
В 1990 году выходит первый альбом "Зимний сад", который имеет большую популярность.  
В 1991 году состоялись три сольных концерта на стадионе "Олимпийском" (г. Москва).
Весной 1992 года даёт благотворительный концерт «Памяти друга», посвящённый погибшему осенью 1991 года певцу и композитору Игорю Талькову. Специально к этому мероприятию записывает три его песни «Моя любовь» (записана ещё в конце 1991 года), «Ты опоздала» и «Летний дождь», тем самым, выполнив его пожелание, ещё высказанное при жизни. Весь сбор от концерта переводит вдове Талькова – Татьяне.
В 1994 году выходит альбом "Пепел любви" 
В 1999 году соревнуется на «Музыкальном ринге» с Сергеем Рогожиным (66-й выпуск — Алексей Глызин против Сергея Рогожина; запись 18 июня 1999 года; поединок певцов, воспевающих романтическую любовь).
Выпустил 7 альбомов, из них 3 — сборники его песен.
В 1993 году вместе с певцом Сергеем Минаевым являлся соведущим радиопрограммы «Необъяснимые факты», в которой освещались загадочные происшествия городов Подмосковья. Через 4 месяца программа была закрыта ввиду низкого рейтинга.
В 1995 году Алексей Глызин был гостем программы «Смак» с Андреем Макаревичем на телеканале ОРТ. В 2004 году выпустил компиляционный альбом "Легендарные песни" 
В 2006 году В. В. Путин подписал Указ о присвоении Алексею Глызину почётного звания «Заслуженный артист Российской Федерации».
В 2007 году участвовал в телевизионном в шоу «Ты — суперстар!» (НТВ) и занял там 2-е место.
В 2007 году один из выпусков авторской программы Олега Нестерова «По волне моей памяти» (Канал «Время» — Первый канал. Всемирная сеть) был посвящён Алексею Глызину.
В 2008 году участвовал в шоу «Первая эскадрилья» (Первый канал) и занял там 2-е место.
В 2009 году начал участие в шоу «Жестокие игры», но был госпитализирован. Эта программа была показана в 2010 году. В 2012 году выпускает альбом "Крылья любви" 
5 февраля 2011 года Вадим Казаченко и Алексей Глызин приняли участие в программе «Музыкальный ринг» на телеканале НТВ.
2 ноября 2014 года состоялся Юбилейный концерт Алексея Глызина в Москве в «Crocus City Hall».
С 20 сентября 2015 года принимает участие в 3-м сезоне шоу перевоплощений «Точь-в-точь». Перевоплощался в Аль Бано, Александра Кутикова, Джона Бон Джови, Александра Серова, Сергея Гармаша, Билли Джоэла, Вилли Токарева, Александра Барыкина, Сергея Шнурова, Юрия Антонова и Гарика Сукачёва.
12 ноября 2016 года Алексей Глызин выступил в Москве на концерте «Эх, разгуляй!».
8 апреля 2017 года Алексей Глызин получил премию «Шансон года — 2017» за дуэтную песню с Валерией «Он и она».
31 декабря 2017 года Алексей Глызин выступил на «Новогодней ночи» на Первом канале.
4 февраля 2018 года принял участие в программе «Звёзды под гипнозом».
21 марта 2018 года был героем программы «Мой герой» с Татьяной Устиновой на телеканале «ТВ-Центр».
24 марта 2018 года был героем программы «Секрет на миллион» с Лерой Кудрявцевой на телеканале НТВ.
В марте 2020 года принимал участие в шоу на канале НТВ «Маска», где выступал в образе Слона. Несмотря на то, что не был угадан никем из жюри, выбыл из шоу в третьем выпуске.
7 декабря 2021 года принял участие в интеллектуальной игре «Назад в будущее» на телеканале Мир.
9 сентября 2022 года вошёл в жюри проекта «Ну-ка, все вместе!» на телеканале Россия-1.
В 2023 году стал участником четвёртого сезона шоу "Суперстар" на НТВ и одержал победу. В этом же году принимал участие во втором сезоне телешоу «Аватар», управляя аватаром Трубадура.

### Личная жизнь
- Первая жена — Людмила Глызина;
- Вторая жена (с 10 июля 1992 года) — Сания Валентиновна Глызина (Бабий; род. 07.05.1971), чемпионка мира по художественной гимнастике, Заслуженный мастер спорта по художественной гимнастике, Заслуженный тренер России по эстетической гимнастике, руководитель балета «Релеве» (этот коллектив часто выступает в программах Алексея Глызина).
- Дети:
  - Алексей Алексеевич Глызин (род. 15.11.1975), телережиссёр сериала «Территория призраков», телепередач: «В поисках приключений с М. Кожуховым», «Всё сразу» на НТВ. Режиссёр телепрограммы «Дачный ответ»[6].
  - Игорь Алексеевич Глызин (род. 12.12.1992), назван в честь Игоря Талькова[3][7]. Играл в группе Алексея Глызина на некоторых концертах и съёмках.
- Внук: Денис Алексеевич Глызин (род. 2005, апрель)[8][9].

### Увлечения
Алексей Глызин увлекается садоводством и выращиванием цветов в своем загородном доме в подмосковном Расторгуево.
Среди его музыкальных увлечений - рок: Sting, Pink Floyd, Eric Clapton.
Алексей Глызин в свободное время занимается футболом. Играл в команде «Старко» вместе с другими «звездными» футболистами. Сейчас играет за команду «Артист».  Болеет за московский футбольный клуб «Спартак».
Алексей Глызин также занимается рукопашным боем.

### Общественная позиция
Алексей Глызин поддержал вторжение России на Украину. В 2024 году посетил Единый пункт отбора на военную службу по контракту, который расположен в Москве на улице Яблочкова  .

## Фильмография
- 1987 — Она с метлой, он в чёрной шляпе
- 1988 — Приморский бульвар — эпизод, песня «Треугольник»
- 2006 — Я вернусь… Игорь Тальков (документальный)
- 2008 — Пожар в в джунглях — аллюзия на Сергея Шнурова

## Дискография
Winter Garden. Алексей Глызин и группа «Ура». Одна из самых популярных советских пластинок в 1990-м году, сольный альбом, песни Виктора Чайки, стихи Симона Осиашвили.
| №  | Название           | Длительность |
| -- | ------------------ | ------------ |
| 1. | «Зимний сад»       |              |
| 2. | «Африка»           |              |
| 3. | «Всё позади»       |              |
| 4. | «Я всё простил»    |              |
| 5. | «Ты не ангел»      |              |
| 6. | «Доплыву до буйка» |              |
| 7. | «Ты моя»           |              |
| 8. | «Пепел любви»      |              |

| №   | Название                     | Длительность |
| --- | ---------------------------- | ------------ |
| 1.  | «Счастье ты моё»             |              |
| 2.  | «Лампа»                      |              |
| 3.  | «Письма издалека»            |              |
| 4.  | «Розы на память»             |              |
| 5.  | «Крик в ночи»                |              |
| 6.  | «Защити меня от одиночества» |              |
| 7.  | «Молитва»                    |              |
| 8.  | «Африка»                     |              |
| 9.  | «Всё позади»                 |              |
| 10. | «Пепел любви»                |              |
| 11. | «Зимний сад»                 |              |
| 12. | «Ты не ангел»                |              |
| 13. | «Блудный сын»                |              |
| 14. | «То ли воля, то ли неволя»   |              |
| 15. | «Сон»                        |              |

| №   | Название          | Длительность |
| --- | ----------------- | ------------ |
| 1.  | «Девочка-веточка» |              |
| 2.  | «Я скучаю»        |              |
| 3.  | «Это неправда»    |              |
| 4.  | «Колыбельная»     |              |
| 5.  | «Лучшая женщина»  |              |
| 6.  | «Моя любовь»      |              |
| 7.  | «Так и стой!»     |              |
| 8.  | «Я всё простил»   |              |
| 9.  | «Ты опоздала»     |              |
| 10. | «Ты — моя»        |              |
| 11. | «Любовь-беда»     |              |
| 12. | «До свидания»     |              |

| №   | Название                    | Длительность |
| --- | --------------------------- | ------------ |
| 1.  | «Поздний вечер в Сорренто»  |              |
| 2.  | «Запоздалый экспресс»       |              |
| 3.  | «Регги на телеге»           |              |
| 4.  | «Летит душа»                |              |
| 5.  | «Молчаливое чудо»           |              |
| 6.  | «Грешное танго»             |              |
| 7.  | «Мечты»                     |              |
| 8.  | «Чёрный дрозд и белый аист» |              |
| 9.  | «Обман»                     |              |
| 10. | «Песенка про меня»          |              |
| 11. | «Будь неподалёку»           |              |
| 12. | «Времени нет»               |              |

| №   | Название                           | Длительность |
| --- | ---------------------------------- | ------------ |
| 1.  | «Век»                              |              |
| 2.  | «Сорренто»                         |              |
| 3.  | «Зимний сад»                       |              |
| 4.  | «Всё позади»                       |              |
| 5.  | «Ты не ангел»                      |              |
| 6.  | «Письма издалека»                  |              |
| 7.  | «Розы на память»                   |              |
| 8.  | «Не волнуйтесь, тётя»              |              |
| 9.  | «То ли воля, то ли неволя»         |              |
| 10. | «Пепел любви»                      |              |
| 11. | «Песенка обо мне»                  |              |
| 12. | «Эпизод»                           |              |
| 13. | «Экспресс»                         |              |
| 14. | «Регги»                            |              |
| 15. | «Дрозд и аист»                     |              |
| 16. | «Пустыня (на диске «Мираж»)»       |              |
| 17. | «Автомобили»                       |              |
| 18. | «Романс (Я знаю, осень не права…)» |              |
| 19. | «Видеоклип «Век»»                  |              |

| №   | Название           | Длительность |
| --- | ------------------ | ------------ |
| 1.  | «Любовь-беда»      |              |
| 2.  | «Девочка-веточка»  |              |
| 3.  | «Солёное море»     |              |
| 4.  | «Доплыву до буйка» |              |
| 5.  | «Я всё простил»    |              |
| 6.  | «Плохой»           |              |
| 7.  | «Летит душа»       |              |
| 8.  | «Это неправда»     |              |
| 9.  | «Блудный сын»      |              |
| 10. | «Африка»           |              |
| 11. | «До свидания»      |              |
| 12. | «P.S. Колыбельная» |              |

| №   | Название                     | Длительность |
| --- | ---------------------------- | ------------ |
| 1.  | «Думай и мечтай»             |              |
| 2.  | «Пепел любви»                |              |
| 3.  | «Письма издалека»            |              |
| 4.  | «Зимний сад»                 |              |
| 5.  | «Лампа»                      |              |
| 6.  | «Это неправда»               |              |
| 7.  | «Защити меня от одиночества» |              |
| 8.  | «Всё позади»                 |              |
| 9.  | «Поздний вечер в Сорренто»   |              |
| 10. | «Розита»                     |              |
| 11. | «Не волнуйтесь, тётя»        |              |
| 12. | «Запоздалый экспресс»        |              |
| 13. | «Розы на память»             |              |
| 14. | «Любовь-беда»                |              |
| 15. | «Счастье ты моё»             |              |
| 16. | «То ли воля, то ли неволя»   |              |
| 17. | «Ты не ангел»                |              |

| №   | Название                        | Длительность |
| --- | ------------------------------- | ------------ |
| 1.  | «Пять минут»                    |              |
| 2.  | «Небо Италии»                   |              |
| 3.  | «Крылья любви»                  |              |
| 4.  | «Непокорная»                    |              |
| 5.  | «Новый год»                     |              |
| 6.  | «Осенние вечера»                |              |
| 7.  | «Ухожу от тебя»                 |              |
| 8.  | «33 коровы»                     |              |
| 9.  | «Нет тебя, нет!»                |              |
| 10. | «По лабиринтам»                 |              |
| 11. | «Где ты (Искупаться в волосах)» |              |
| 12. | «Без пяти осень»                |              |
| 13. | «Ах, этот вечер!»               |              |
| 14. | «По лабиринтам (REMIX)»         |              |